# 문덕 (당)
문덕(文德, 888년 2월 ~ 12월)은 당나라(唐) 희종(僖宗) 이현(李儇)의 다섯번째 연호이자 마지막 연호이다. 9개월 동안 사용하였다. 희종이 붕어한 후에 소종(昭宗)이 즉위하였으며, 소종이 용기(龍紀)로 개원하기 전까지 사용하였다.

## 개원
- 광계(光啓) 4년 2월 22일[1](888년 4월 7일)에 연호를 문덕(文德)으로 개원함.[2][3][4][5][6]

- 문덕(文德) 2년 1월 1일[7](889년 2월 4일)에 연호를 용기(龍紀)로 개원함.[8][9][10][5]

## 연대 대조표
| 문덕       | 원년       |
| 서기(西紀) | 888년      |
| 간지(干支) | 무신(戊申) |

## 동시대 연호

### 중국
남조(南詔)
- 정명승지대동(貞明承智大同)? (878년 ~ 888년)?

### 일본
- 닌나(仁和) (885년 ~ 889년)

## 같이 보기
- 다른 왕조의 같은 연호
  - 대리국(大理國) 문덕(文德, 938년 ~ 944년)

- 중국의 연호 목록